# Mulan (film, 1998)
A Mulan 1998-ban bemutatott amerikai rajzfilm, amely a Disney 36. filmje, és egy ősi kínai történetet, Hua Mulan legendáját eleveníti fel. A Mulan a Disney-reneszánsz kor egyike, és a Walt Disney leghíresebb filmjei közt szerepel a Herkules és a Tarzan mellett, amelyeket a stúdió szintén, ezzel a filmmel egyidejűleg vitt mozivásznakra. Ez volt az első film, amelyet a Disney-MGM Studios műtermeiben készítettek, Orlando, Floridában, noha a stúdió viszonylag rövid ideig üzemelt, csak három film elkészítésének erejéig működött.  A Mulant Oscar-díjra, és Golden Globe-díjra jelölték, a "legjobb eredeti filmzene" kategóriában.
Amerikában 1998. június 19-én, míg Magyarországon november 26-án, felújított változattal 1999. június 17-én mutatták be a mozikban.
Az animációs játékfilm rendezői Tony Bancroft és Barry Cook, producerei Pam Coats. A forgatókönyvet Robert D. San Souci írta, a zenéjét Jerry Goldsmith szerezte. A mozifilm a Walt Disney Pictures és a Walt Disney Feature Animation gyártásában készült, a Buena Vista Pictures forgalmazásában jelent meg. Műfaja zenés akciós kalandfilm. 2020. szeptember 10-én bemutatták a film élőszereplős változatát.

## Cselekmény
Az ősi Kínát megtámadják a rettegett hunok, akik áthatolva a Nagy Falon megszállják az országot. A császár parancsára minden családból egy férfinak be kell vonulnia a hadseregbe a birodalom védelmére. A Fa családból az idős Fa Zhou-nak kell ezt a tisztséget betöltenie, aki a család egyetlen, még élő férfi tagja. Lánya, a forrófejű Mulan azonban aggódik, hogy hajlott korú, beteg édesapja odaveszne a hunok elleni csatában. Így merész lépésre szánja el magát: magához veszi apja behívóját, páncélt húz, és férfinak álcázva, ő maga vonul be a hadseregbe. Családja rájön erre, ám nem tehetnek semmit, mert ha a lányt leleplezik, akkor a törvények szerint megölik őt. Kétségbeesésükben a család őseinek szellemeihez imádkoznak, arra kérve őket segítsék meg a lányt veszélyes kalandjában.
A Fa család őseinek halott szellemei tanácskozásra gyűlnek össze. Megvitatják, hogy egy védőszentet kell Mulan után küldeniük, hogy a lány segítségére legyen. Mushu, a család apró termetű, bukott házisárkánya akarja elvállalni a feladatot, ám őt, korábbi kudarcaira hivatkozva, az ősök nem engedik. Mushu azonban bizonyítani szeretne, s mikor nem sikerül neki az ősök által kiszemelt sárkánnyal megbízatni a feladatot, így egymaga indul Mulan után. A kezdeti nehézségek után Mulan belemegy, hogy Mushu a segítségére legyen a küldetésében. A hadseregben "Ping" álnéven jelentkezik, ám a táborban való legelső bemutatkozása nem arat fényes sikert.
A kiképzés haladtával Mulannak továbbra sem sikerül elfogadtatnia magát a többi férfival, és a katonák kiképzőparancsnoka Lee Shang is neheztel rá, sorozatos csetlés-botlásai miatt. Amikor azonban csak ő képes teljesíteni egy feladatot, ami a többieknek nem sikerült, a parancsnok megenyhül iránta, s a többiek is barátjukká fogadják. Mushunak közben fülébe jut, hogy a császár túlzottan elbizakodott tanácsosa, Chi Fu, lemond az újoncok harcba küldéséről, mivel nem tartja őket érdemesnek rá. Így Mushu titokban ír egy levelet a hadsereg tábornokának nevében, hogy mihamarabb küldjék ki az újoncokat a frontra.  A sereg útnak indul hát. Felfedezik, hogy a hunok végzetes csapást mértek a birodalmi hadseregre, köztük megölték a tábornokot is, Shang apját. A katonák a Thang Shau hágónál, szemtől szembe kerülnek a hun sereggel, akik jóval nagyobb túlerőben vannak. Mulannak támad egy ötlete, s az egyik rakétakilövővel lavinát idéz elő a hegyekben, ami betemeti a hunokat. A lavina Shangot is magával ragadja, de Mulan hősiesen megmenti őt. Mindenki a hős Pinget ünnepli, azonban ő súlyosan megsebesül, s végül fény derül női kilétére. Halál vár reá, ám Shang kegyelmet ad, így egyenlítve a tartozást, amiért Mulan megmentette őt. A hadsereg visszaindul a fővárosba, a lányt pedig a hegyekben hagyják.
Mulan a hegyekben felfedezi, hogy a hunok egy kis csapata túlélte a lavinát, és a főváros felé veszik útjukat. Így ő is visszaindul a városba, hogy figyelmeztesse a katonákat, de senki nem hisz neki. A hunok végül, titkon megtámadják a császári palotát, a császárt pedig fogságba ejtik. Mulan a barátai segítségét kéri a császár megmentésében, akik Shangal együtt vele tartanak, s álruhában behatolnak a palotába. A hunok vezére Shan Yu, arra készül, hogy megölje a császárt, ám a kis csapatnak időben sikerül megállítaniuk a gaztettet. Shan Yu, miután rájön, hogy Mulan az a katona, aki a merényletet elkövette ellene  hegyekben, szemtől-szembe megküzd vele. A küzdelem a palota tetején ér véget, ahol Mulan, Mushu segítségével tűzijátékkal győzi le a félelmetes hun vezért, aki odavesz a robbanásban. A történtek után a császár köszönetét fejezi ki Mulannak, s egész Kína földig hajol, a hőssé vált lány előtt. Mulan ezek után gazdag ajándékokkal telve, hazatér a családjához.
Otthon mindenki hatalmas örömmel fogadja a hazatérő lányt, és rövidesen Shang is látogatást tesz a Fa családnál, aki igencsak megkedvelte Mulant, s láthatóan beleszeretett a lányba. Mushu visszakapja a "családi védősárkány" címet; az ő álma is valóra válik.

## Szereplők
További magyar hangok: Albert Gábor, Fabó Györgyi, Garai Róbert, Igó Éva, Imre István, Kardos Gábor, Némedi Mari, Palóczy Frigyes, Rácz Attila, Rudas István, Sallai Tibor, Szokol Péter, Szűcs Sándor, Végh Ferenc
- Kelly Chen, Coco Lee és Xu Qing szólaltatják meg Mulant, a film japán, koreai és mandarini  változatában, valamint Jackie Chan volt Lee Shang hangja a kínai változatban, többek közt ő énekelte fel az I'll Make a Man Out of You című dalt is.

## Televíziós megjelenések
Disney Channel 

## Jelölések
- 1999 – Oscar-díj jelölés – a legjobb vígjáték filmzene – Matthew Wilder, David Zippel, Jerry Goldsmith
- 1999 – Golden Globe-díj jelölés – a legjobb eredeti filmzene – Jerry Goldsmith
- 1999 – Golden Globe-díj jelölés – a legjobb eredeti filmdal – Matthew Wilder, David Zippel – "Reflection"